# Frequenza di campionamento

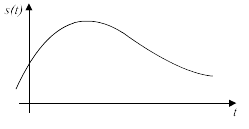
L'onda di un segnale analogico...

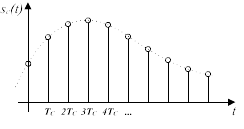
... e il campionamento del segnale

La frequenza di campionamento descrive in hertz il numero dei campioni presenti in un secondo di segnale digitale (da digit, che in inglese significa "cifra" e che nel mondo informatico/elettronico varia al significato "cifra binaria").

## Caratteristiche
Ogni singola misurazione del segnale corrisponde ad un numero memorizzato, e viene detta campione; nella produzione dei campioni avvengono generalmente innumerevoli errori di campionamento, ascrivibili soprattutto alla stessa forma digitale con cui sono memorizzati, che per forza di cose deve essere rappresentata su un numero di cifre finito; se nella teoria è sufficiente, nota la larghezza di banda del segnale, applicare il teorema del campionamento di Nyquist-Shannon per ottenere la frequenza ideale, tale da consentire la completa ricostruzione del segnale a partire dai suoi campioni, nella pratica la ricostruzione perfetta risulta spesso impossibile, ed anzi si introducono volontariamente degli errori di precisione per ridurre il numero di cifre necessarie, procedimento che prende il nome di quantizzazione. Nella maggior parte delle applicazioni ciò non costituisce un problema, perché una rappresentazione approssimata è più che sufficiente a consentire un'interpretazione corretta del segnale (ad esempio nel caso di segnali sonori, grafici o multimediali).
Un esempio è il supporto digitale nato dallo studio della frequenza di campionamento di segnali audio è il "cd" o "compact disc", esso prevede che il segnale audio analogico sia prima digitalizzato ad una frequenza di 44,1 kHz a 16 bit (la larghezza di banda delle frequenze udibili è di 22 kHz e per il teorema del campionamento di Nyquist-Shannon la frequenza di campionamento deve essere al minimo il doppio che quindi risulta 44,1 kHz)

### Audio
Nell'audio digitale, le più comuni frequenze di campionamento sono:
| Frequenza di campionamento | Utilizzo |
| -------------------------- | --- |
| 8 000 Hz                   | telefono e comunicazioni senza fili walkie-talkie |
| 11 025 Hz                  | un quarto della frequenza di campionamento degli audio CD; utilizzata per audio a bassa qualità PCM, MPEG e per analisi audio della banda passante per i subwoofer |
| 22 050 Hz                  | La metà della frequenza di campionamento degli audio CD; utilizzata per audio a bassa qualità PCM, MPEG e per l'analisi dell'energia alle basse frequenze. Utilizzabile per digitalizzare i precedenti formati audio analogici del XX secolo come ad esempio i 78 giri.                                                     |
| 32 000 Hz                  | miniDV digital video camcorder, nastri video digitali con canali extra per le informazioni audio (es. DVCAM con 4 Canali per l'Audio), Digital Audio Tape, Digitales Satellitenradio tedesca, compressione audio digitale NICAM, utilizzata per la televisione analogica in alcuni stati. Radiomicrofoni di alta qualità.   |
| 44 100 Hz                  | audio CD, utilizzata spesso con la compressione audio MPEG-1 per la creazione di (VCD, SVCD, e MP3). Molte apparecchiature professionali utilizzano (o hanno presente come opzione) la frequenza di 44,1 kHz, inclusi mixer, equalizzatori, compressori, reverberi, crossover, registratori e radiomicrofoni professionali. |
| 47 250 Hz                  | Frequenza del primo registratore commerciale PCM della Denon |
| 48 000 Hz                  | Utilizzata per Digital Audio Tape, miniDV, digitale terrestre, DVD e per la produzione di film. |
| 50 000 Hz                  | Frequenza dei primi registratori commerciali degli ultimi anni '70 da 3M a Soundstream |
| 50 400 Hz                  | Frequenza di campionamento utilizzata dal registratore audio digitale Mitsubishi X-80. |
| 88 200 Hz                  | produzione di un audio CD (multipla di 44 100 Hz). |
| 96 000 Hz                  | DVD-Audio, alcune tracce DVD LPCM, tracce audio del formato BD-ROM (Disco Blu-ray) e HD DVD (High-Definition DVD). |
| 176 400 Hz                 | produzione di un audio CD (multipla di 44,100 Hz). |
| 192 000 Hz                 | DVD-Audio, alcune tracce DVD LPCM, tracce audio del formato BD-ROM (Disco Blu-ray) e HD DVD (High-Definition \| DVD). Registratori e sistemi di editing in Alta definizione |
| 2 822 400 Hz               | SACD, 1-bit sigma-delta modulation processo di campionamento conosciuto come Direct Stream Digital, sviluppato da Sony in collaborazione con Philips |